# Marrone del Mugello
Marrone del Mugello (IGP) è un prodotto ortofrutticolo italiano a Indicazione geografica protetta.